# Merlin (Amberske kronike)
Merlin je pripovjedač drugog ciklusa Amberskih kronika. Pojavljuje se i u prvom ciklusu, kao nepoznati jahač u Oberonovoj ruci i u Dvorima Kaosa, kad mu Corwin priča svoju priču.  

## Opis
Merlin ima tamnu kosu i svijetle oči. Njegove boje su ljubičasta i siva, premda je običavao nositi i plavo i zlatno, boje sveučilišta Berkeley koje je polazio na Zemlji. Njegov simbol je bijeli peterokut na crnoj okrugloj podlozi. 
Drukčije naravi od svog oca, nedostaje mu Corwinove krutosti i sirovosti, te se smatra prosječnim dečkom. Također je skoro alergičan na prevelike ambicije, što je jako neobično s obzirom na njegovo porijeklo. 

## Prošlost
Merlin je sin princa Corwina i Dare od Kaosa. Premda odgojen u Dvorima Kaosa, zainteresirao se za oca i Amber za vrijeme rata za Uzorak. U mladosti je učio magiju u Dvorima, te je hodao Logrusom i Uzorkom. Nakon toga otišao je na Zemlju studirati informatiku i inženjering koristeći ime Merle Corey (Corwinovo je bilo Carl Corey). Za vrijeme studija, postao je prijatelj s Lukeom Reynardom koji je zapravo bio njegov rođak Rinaldo, Brandov sin, no to Merlin nije znao. Merlin je kombinirao svoju magiju sa znanjem o kompjutorima i stvorio Ghostwheela, snažni stroj koji posjeduje vlastitu inteligenciju i može se kretati kroz sjene.

## Sposobnosti
Merlinove magične sposobnosti su neobične, s obzirom na to da je jedan od rijetkih koji su hodali i Logrusom i Uzorkom. U Dvorima je naučio bacanje čini, no više se pouzdaje u stvari koje nosi sa sobom. Frakir, konopčić-narukvicu upozorava ga na opasnosti i služi kao oružje. A također posjeduje i poboljšani set Arkana koji sadrži lokacije i osobe koje se ne nalaze u normalnom setu. 
Merlinove ostale sposobnosti su pomicanje objekta i kreiranje Arkana. Često koristi i Logrusovu magiju da dozove predmete iz sjena, zvanu Logrusov vid. 

## Ghostwheel
Ghostwheel je kompjutorski stroj kojeg je kreirao Merlin. Priča Merlinovim glasom, što obično zbunjuje, a pojavljuje se poput kruga svjetla. Merlina zove "tata. Može prebacivati stvari i ljude kroz sjene. Merlin ga je dizajnirao da bude Randomu od koristi i da štiti Amber od sjena. No, kad je Random shvatio Ghostwheelove sposobnosti, rekao je Merlinu da je opasan i da ga deaktivira. Tako je neko vrijeme stao ugašen. Nakon što je dobio povjerenje u Ghostwheela, Merlin se počeo sve više oslanjati na njegove sposobnosti. Na kraju sage, Ghostwheel se dovoljno razvio da je njegova podrška Merlinu prisilila Uzorak i Logrus da rade kao par.